# Wolfgang Lamché
Wolfgang Lamché (Hamm, Renania del Norte-Westfalia, 28 de marzo de 1947) es un escultor alemán.

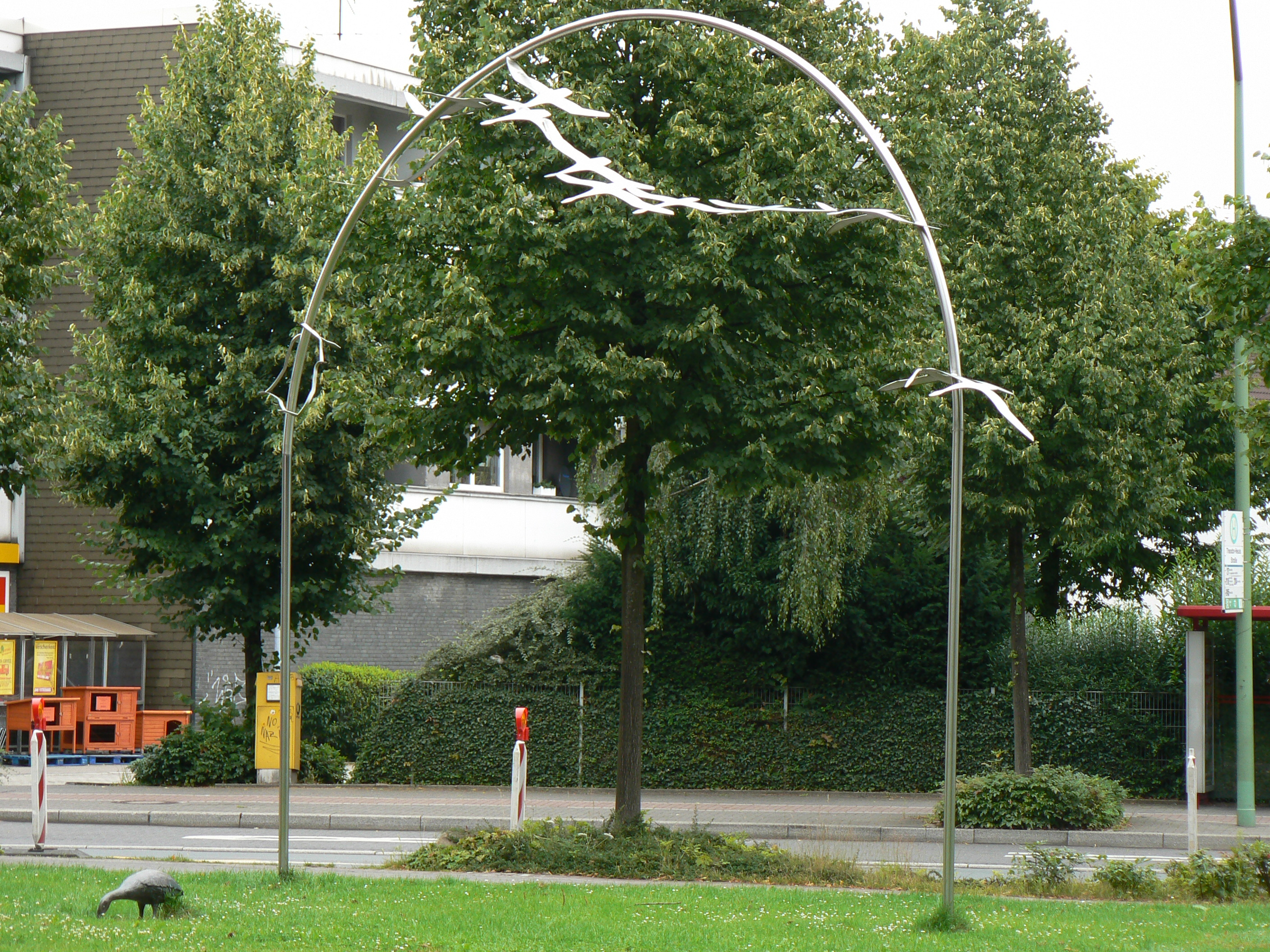
Gänsebogen en Herten

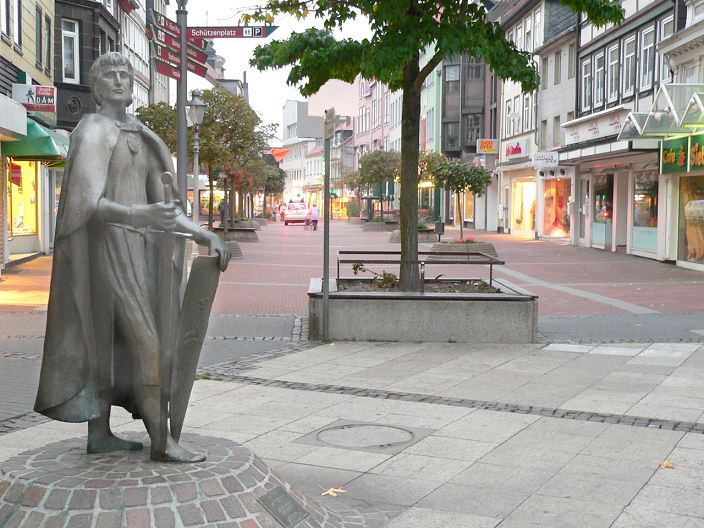
Gunzelin von Wolfenbüttel en Peine

## Biografía
Estudió de 1968 a 1969 Administración de Empresas en la Universidad de Münster. Entre 1970 y 1972, realizó un curso de escultura. En 1974 terminó la maestría. Desde 1988 es un artista independiente. Vive y trabaja en Ennigerloh.
Lamché trabaja principalmente en bronce, acero inoxidable y titanio. Muchas de sus obras se encuentra en espacios públicos. En su taller realizó unas esculturas de estilo gótico tardío para el cementerio de Oelde. Para la plaza frente al ayuntamiento de Rüthen, creó el grupo escultórico el burro de Rüthen,  que refleja la importancia que tuvo este animal antiguamente.